# Leptocolea pseudofloccosa
Leptocolea pseudofloccosa là một loài Rêu trong họ Lejeuneaceae. Loài này được Horik. mô tả khoa học đầu tiên năm 1932.